# Тру-о-Сьорф
Тру-о-Сьорф (фр. Trou-aux-Cerfs, також відомий як вулкан Мурра (англ. Murr's Volcano) — згаслий вулкан на території міста Кьюрпайп.

## Географія
Вулкан розташований в центральній частині острова Маврикій, в плато Кьюпайп. Кратер вулкана має чітку конічну форму, його діаметр дорівнює 300-350 м, глибина - 80 м. Сформований він був близько 2 мільйонів років тому, під час другого етапу вулканічної активності, в результаті якої був утворений острів. На дні кратера розташоване невеличке озеро Гран-Бассен, до якого приходять місцеві сім'ї маврикійців-індусів, для принесення дарів богині Ганзі. До кратера можна потрапити лише по крутій набережній, яка вважається небезпечною. Вода та мул закупорили кратер, зробивши його ще менш доступним.
На вершині вулкана організований великий оглядовий майданчик, з якого відкривається панорамний вид на Кьюрпайп, а також досить велика парковка. Це місце є однією з головних туристичних визначних пам'яток країни.

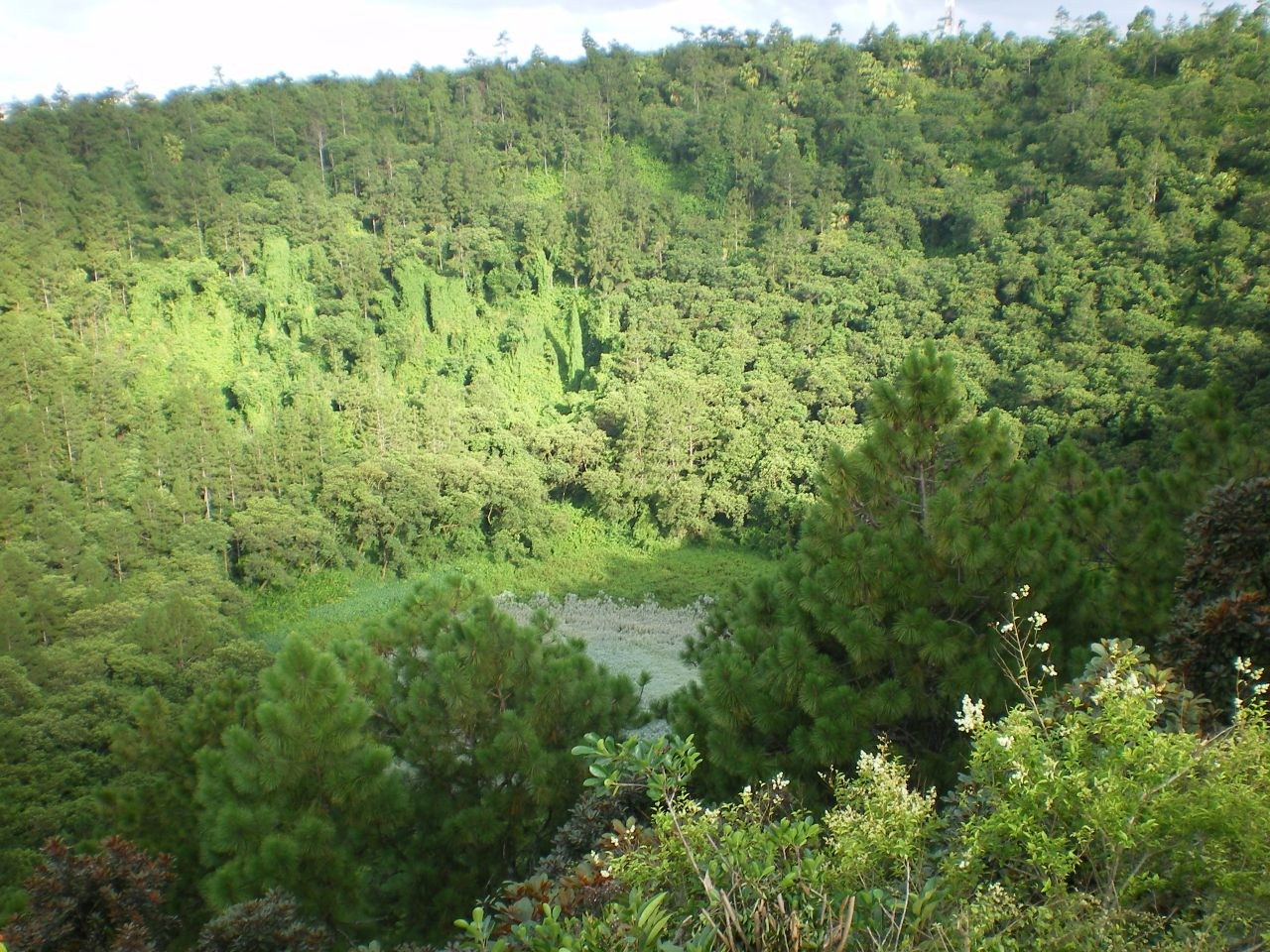
Озеро Гран-Бассен

### Клімат
Клімат помірний. Середня температура становить 19 °С. 

## Активність
Наразі вулкан сплячий, однак за словами експертів він може стати активним у будь-який момент протягом наступної тисячі років[джерело?]. 